# Vánek
Vánek je první stupeň Beaufortovy stupnice síly větru. Odpovídá rychlosti 0,3 až 1,5 ms−1 resp. 1 až 5 km·h−1. 
Rozpoznávací znaky na pevnině: směr větru lze většinou rozeznat pouze podle pohybu kouře, protože vítr je natolik slabý, že obvykle není rozpoznatelný na běžných větrných směrovkách, např. větrném rukávu apod.